# Regierung der Palästinensischen Autonomiebehörde vom März 2007
Die Regierung der Palästinensischen Autonomiebehörde wurde durch Ministerpräsident Ismail Haniyya am 17. März 2007 gebildet. Nach der Regierungsumbildung bestand das Kabinett aus Mitgliedern von Hamas, Fatah und Mitgliedern weiterer Parteien, sowie Unabhängigen. Wegen der Zusammenarbeit der beiden großen, miteinander rivalisierenden Fraktionen Hamas und Fatah war diese Regierung auch als Regierung der nationalen Einheit bekannt.
Durch Präsident Mahmud Abbas wurde Ministerpräsident Haniyya am 14. Juni 2007 entlassen und die Regierung aufgelöst. Als Nachfolger wurde Salam Fayyad bestimmt, dessen Notkabinett am 17. Juni 2007 vereidigt wurde.
Die Regierung Haniyya II führte anschließend bis 2014 ihre Amtsgeschäfte im nach dem Kampf um Gaza von der Hamas regierten Gazastreifen fort.
| Minister                   | Portefeuille                                  | Politische Ausrichtung                           |
| Ismail Haniyya             | Premierminister                               | Hamas                                            |
| Azzam al-Ahmad             | Stellvertretender Premierminister             | Fatah                                            |
| Salam Fayyad               | Finanzen                                      | Dritter Weg                                      |
| Ziad Abu Amr               | Außenpolitik                                  | Unabhängig                                       |
| Talab al-Qawasmi           | Inneres                                       | Unabhängig                                       |
| Nasser Eddin al-Sha'er     | Bildung                                       | Hamas                                            |
| Mustafa al-Barghuti        | Information                                   | Palästinensische Nationale Initiative            |
| Bassam al-Salhi            | Kultur                                        | Palästinensische Volkspartei                     |
| Radwan al-Akhras           | Gesundheit                                    | Fatah                                            |
| Sa'di al-Krunz             | Verkehr                                       | Fatah                                            |
| Mahmud al-Aloul            | Arbeit                                        | Fatah                                            |
| Saleh Zeidan               | Soziale Fragen                                | Demokratische Front für die Befreiung Palästinas |
| Taysir Abu Sneineh         | Häftlingsfragen                               | Fatah                                            |
| Samir Abu Eisheh           | Planung                                       | Hamas                                            |
| Muhammad al-Barghuti       | Lokale Regierung                              | Hamas                                            |
| Ziad al-Thatha             | Wirtschaftsfragen                             | Hamas                                            |
| Basem Naim                 | Jugend und Sport                              | Hamas                                            |
| Yousef al-Mansi            | Telekommunikation und Informationstechnologie | Hamas                                            |
| Muhammad al-Agha           | Landwirtschaft                                | Hamas                                            |
| Khouloud Daibes abu Dayyeh | Tourismus                                     | Unabhängig                                       |
| Samih al-Abed              | Öffentliche Arbeit                            | Fatah                                            |
| Ali al Sartawi             | Justiz                                        | Hamas                                            |
| Hussein Tartouri           | Waqf und Religiöse Fragen                     | Hamas                                            |
| Amal Syam                  | Frauenfragen                                  | Hamas                                            |
| Wasfi Qabha                | Staar                                         | Hamas                                            |